# Врахия (дем Волос)
Врахия (на гръцки: Βροχιά) до 1927 година на Цифликия (на гръцки: Τσιφλίκια) е село на Пелион, Магнезия, Тесалия, Гърция. Намира се на 10 км югоизточно от Волос на склоновете на Пилио на пътя между пристанищната Агрия и Като Лехания. Селото притежава типичната Пелионска архитектура.